# Carolina del Nord
La Carolina del Nord (AFI: /karoˈlina/; in inglese: North Carolina, , /ˌnɔɹθ kæɹəˈlaɪnə/); sigla NC) è uno dei tredici Stati originari degli Stati Uniti d'America. Geograficamente si trova fra l'Atlantico e i monti Appalachi, comprendendo anche parte dei monti Blue Ridge ed è uno stato in gran parte agricolo, con forte produzione di tabacco e allevamenti di maiali, oltre a un'industria turistica sulla riva atlantica (comprese le isole di Hatteras e Ocracoke) e nelle montagne.
Confina a sud con la Carolina del Sud e la Georgia, a ovest con il Tennessee e a nord con la Virginia. Nell'anno 2020, la Carolina del Nord aveva una popolazione di 10 milioni di abitanti. I due stati dallo stesso nome, del Nord e del Sud, sono chiamati collettivamente "le Caroline". La capitale è Raleigh (/ˈrɑːli/), ma la città più grande è Charlotte. Nel suo territorio ci sono quattro parchi nazionali forestali (Pisgah, Croatan, Nantahala e Uwharrie) amministrati dallo United States Forest Service (sezione dello United States Department of Agriculture).

## Storia
Nel 1730 fu divisa dalla parte meridionale. Nella provincia della Carolina del Nord vi furono frequenti ribellioni a causa delle tasse imposte da Londra e dalla sua politica protezionistica. Alleata delle altre colonie, combatté per l'indipendenza ed entrò nell'Unione degli Stati Uniti d'America come 12º Stato il 29 maggio 1789.
Nel 1784 con la cessione di alcuni territori occidentali, le contee di Washington, Sullivan, Greene (ora appartenenti al Tennessee) si costituirono come stato indipendente, chiamato "Stato di Franklin" (State of Franklin). Capitale del nuovo Stato e dell'assemblea fu la cittadina di Greenville nel 1785. Tuttavia, lo Stato non fu mai riconosciuto dal Congresso statunitense, nel 1788 fu sciolto e le contee tornarono a far parte della Carolina del Nord.
Nel 1861, a guerra di secessione iniziata, la Carolina del Nord lasciò gli Stati Uniti ed entrò a far parte della Confederazione, con la quale proseguì la guerra.
L'economia di questo stato si basa quasi completamente sull'agricoltura: tabacco, arachidi, cotone, granturco. Importante anche l'allevamento. Sono presenti industrie dell'alluminio, tessili, metallurgiche. Il congresso federale elegge due senatori e dodici deputati (Congressmen). Il parlamento locale viene eletto ogni due anni ed è formato da cinquanta senatori e centoventi deputati.

## Geografia
La Carolina del Nord è uno stato situato nella regione sud-orientale degli Stati Uniti, affacciato a est sull'Oceano Atlantico e confinante con la Virginia a nord, il Tennessee a ovest e la Carolina del Sud e la Georgia a sud. La sua geografia fisica si distingue per una notevole varietà morfologica, suddivisa in tre principali regioni fisiografiche: la pianura costiera (Coastal Plain), il Piedmont e le montagne occidentali (Appalachian Mountains).
La pianura costiera, che occupa circa il 45% del territorio statale, si estende lungo la fascia orientale e comprende sia una pianura interna lievemente ondulata, sia una fascia costiera piatta e sabbiosa, ricca di paludi, lagune, dune e isole barriera. Tra queste ultime, gli Outer Banks costituiscono una sottile catena di isole sabbiose che separa l'oceano dalle ampie lagune interne, come l'Albemarle e il Pamlico Sound. Questa regione è caratterizzata da un reticolo fluviale denso, con corsi d'acqua lenti e ampi estuari, e presenta un ambiente fortemente influenzato da processi marini e sedimentari. Le zone umide costiere ospitano ecosistemi ecologicamente significativi, ma anche vulnerabili all'erosione e all'innalzamento del livello del mare.
Procedendo verso l'interno, si incontra la regione del Piedmont, un'area collinare che costituisce una zona di transizione tra la pianura e le montagne. Il Piedmont si estende diagonalmente da nord-est a sud-ovest e ospita la maggior parte delle aree urbane e industriali dello stato, tra cui Raleigh, Durham e Charlotte. Dal punto di vista geologico, è formato da rocce metamorfiche e ignee antiche, ed è solcato da fiumi che scorrono in direzione sud-est, formando rapide e cascate nel loro tratto iniziale – la cosiddetta fall line, che segna la separazione netta tra il Piedmont e la pianura costiera. Il paesaggio del Piedmont è composto da basse colline, altipiani e valli fluviali, con suoli generalmente fertili e ben drenati.
All'estremità occidentale dello stato si ergono gli Appalachi meridionali, parte del più vasto sistema degli Appalachi, che comprendono catene montuose come le Blue Ridge Mountains e le Great Smoky Mountains. Questa regione, più accidentata e con rilievi di maggiore altitudine, include il monte Mitchell (Mount Mitchell), che con i suoi 2037 metri è la vetta più alta degli Appalachi e di tutti gli Stati Uniti a est del fiume Mississippi. Il paesaggio montuoso è caratterizzato da creste boscose, valli strette, gole profonde e un clima più fresco rispetto alle regioni orientali. Numerosi corsi d'acqua, tra cui il French Broad River e il Catawba River, nascono in quest'area e costituiscono importanti risorse idriche.
La varietà altimetrica e climatica della Carolina del Nord favorisce una ricca biodiversità e un'ampia gamma di ambienti naturali, dalla costa atlantica fino alle foreste montane. Il clima dello stato è generalmente classificato come subtropicale umido nella pianura e nel Piedmont, mentre assume caratteristiche più temperate e montane nelle zone elevate dell'ovest. Le precipitazioni sono abbondanti e distribuite durante tutto l'anno, con un rischio relativamente frequente di uragani e tempeste tropicali lungo la costa

### Flora e fauna
La Carolina del Nord, situata nella regione sud-orientale degli Stati Uniti, si distingue per una straordinaria varietà di ambienti naturali che spaziano dalle coste sabbiose dell'Atlantico alle vette boscose degli Appalachi. Questa diversità paesaggistica, suddivisa in tre principali regioni fisiografiche – pianura costiera, Piedmont e montagne occidentali – favorisce una ricchissima biodiversità, con una notevole varietà di specie vegetali e animali, molte delle quali endemiche della regione sud-orientale degli Stati Uniti.
La flora dello stato riflette le variazioni altitudinali e climatiche che caratterizzano il territorio. Nella pianura costiera, la vegetazione è dominata da foreste di conifere sempreverdi, come il pino palustre (Pinus palustris) e il cipresso calvo (Taxodium distichum), spesso associati a ecosistemi palustri e zone umide. Le aree costiere ospitano anche dune sabbiose colonizzate da piante pioniere resistenti alla salinità e all'erosione, come l'ammofila americana (Ammophila breviligulata) e il cespuglio di bacche di cera (Myrica cerifera). Nelle paludi di tipo «pocosin», tipiche della regione, si trovano arbusti densi come il gallberry (Ilex glabra) e varie specie di ericacee, nonché piante carnivore come la celebre Venere acchiappamosche (Dionaea muscipula), endemica di un ristretto areale tra Carolina del Nord e del Sud. Nella regione collinare del Piedmont, la vegetazione è composta principalmente da foreste decidue miste, con querce (Quercus sp.), hickory (Carya sp.), aceri (Acer sp.) e pini a foglia corta (Pinus echinata). Il sottobosco può includere rododendri, felci e una varietà di specie erbacee. In primavera, numerosi fiori selvatici, tra cui il flowering dogwood (Cornus florida), albero simbolo dello stato, colorano le aree boschive. Nei monti Appalachi occidentali, la vegetazione cambia ulteriormente, con foreste miste e conifere nelle quote più alte. Qui si trovano il faggio americano (Fagus grandifolia), l'abete di Fraser (Abies fraseri), raro e localizzato, e ampie distese di rododendro catawbiense (Rhododendron catawbiense) e mirti di montagna (Kalmia latifolia), che conferiscono alla regione un aspetto lussureggiante, particolarmente in estate.
La fauna della Carolina del Nord è altrettanto diversificata e si distribuisce in base ai differenti habitat. Tra i mammiferi più comuni vi sono il cervo dalla coda bianca (Odocoileus virginianus), il procione (Procyon lotor), l'opossum della Virginia (Didelphis virginiana), la volpe rossa (Vulpes vulpes), il coyote (Canis latrans) e il bobcat (Lynx rufus). Nelle zone boschive montane vive anche l'orso nero americano (Ursus americanus), mentre in alcune aree del sud-est dello stato sono stati compiuti tentativi di reintroduzione del rarissimo lupo rosso (Canis rufus), uno dei canidi più minacciati al mondo. La regione ospita un'ampia varietà di uccelli, tra cui specie stanziali e migratorie. Tra i rapaci si annoverano il falco pellegrino (Falco peregrinus), la poiana codarossa (Buteo jamaicensis) e il barbagianni americano (Tyto alba). Nei boschi sono frequenti la parula del nord, il cardinale rosso (Cardinalis cardinalis), anch'esso simbolo dello stato, e il picchio pileato (Dryocopus pileatus). Le zone umide e le coste attirano trampolieri, anatre e aironi, tra cui l'airone azzurro maggiore (Ardea herodias). La fauna erpetologica comprende numerose specie di rettili e anfibi, tra cui il serpente reale orientale (Lampropeltis getula), la tartaruga scatola (Terrapene carolina), il tritone rosso (Notophthalmus viridescens) e diverse salamandre della famiglia Plethodontidae, particolarmente numerose nei monti Appalachi, una delle regioni con la maggiore diversità di anfibi al mondo. La fauna ittica dei fiumi e delle acque dolci include pesci come il persico trota (Micropterus salmoides), il crappie (Pomoxis sp.), il pesce gatto e varie specie di trota, specialmente nelle acque fredde di montagna, dove la trota di torrente (Salvelinus fontinalis) è particolarmente apprezzata dai pescatori.
La varietà biologica della Carolina del Nord è oggetto di numerosi programmi di conservazione, sostenuti da una fitta rete di parchi statali, riserve naturali e aree protette, tra cui il Great Smoky Mountains National Park, che lo stato condivide con il Tennessee, e la Croatan National Forest lungo la costa. Queste aree giocano un ruolo fondamentale nella protezione degli ecosistemi e nella salvaguardia delle specie minacciate dalla pressione antropica, dall'inquinamento e dai cambiamenti climatici.

## Origini del nome
Fu esplorata da Giovanni da Verrazzano nel 1524 e poi fu colonizzata da Walter Raleigh dal quale prese il nome la città capitale. Divenuta colonia inglese (Provincia della Carolina), fu così chiamata dal re Carlo II d'Inghilterra in memoria e onore di suo padre Carlo I, decapitato il 30 gennaio 1649 al termine della guerra civile inglese. Venne dapprima governata da otto signori proprietari delle terre (1663-1729) e, successivamente, divenuta colonia della corona, da governatori del re (1729-1776).
Fu verso quest'ultimo periodo o probabilmente subito prima del suo inizio che si cominciò a considerare separatamente i due territori di questo stato e del suo omologo a sud.
I due stati dallo stesso nome, del nord e del sud, sono chiamati collettivamente "Le Caroline".

## Società

### Città
Le città più importanti sono la capitale, Raleigh e Charlotte che è la città più popolata dello stato.
Da una stima del 01-07-2007 queste sono le prime 10 città per numero di abitanti:
1. Charlotte, 872.498 (2018)
2. Raleigh, 469.298 (2018)
3. Greensboro, 247.183
4. Durham, 217.847
5. Winston-Salem, 215.348
6. Fayetteville, 171.853
7. Cary, 121.796
8. Wilmington, 99.623
9. High Point, 85.839
10. Greenville, 76.058

## Economia e lavoro
La Carolina del Nord è considerata, dagli investitori di tutto il mondo, uno dei migliori stati USA per avviare nuove aziende e fare business. Il clima fiscale è infatti competitivo grazie alla più bassa tassa sul reddito societario di tutti gli Stati Uniti (dal 2017 appena il 3%). Il contesto fiscale, legale e normativo, unito ad una sempre più crescente forza lavoro qualificata, lo rende lo stato ideale per avviare nuovi progetti.
Il fabbisogno energetico della Carolina del Nord è ampiamente soddisfatto a costi molto bassi.
Grazie ai sistemi educativi statali, vi sono grandi opportunità di formazione per i lavoratori e per chi intende fare ricerca e sviluppo. Il costo della vita, tra i più bassi degli USA, e ritmi di vita decisamente poco frenetici, completano il quadro generale e fanno della Carolina del Nord lo stato ideale per sviluppare nuovi business.
La Carolina del Nord è stata classificata come uno dei 5 migliori Stati pro business per 11 anni consecutivi dalla rivista statunitense di economia e finanza Forbes.

## Sport
Le franchigie della Carolina del Nord che partecipano al Big Four (le quattro grandi leghe sportive professionistiche americane) sono:
- Carolina Panthers (con sede a Charlotte), NFL
- Charlotte Hornets, NBA
- Carolina Hurricanes (con sede a Raleigh), NHL
- non ha squadre in MLB

Molto seguito è anche lo sport universitario, essendo la Carolina del Nord sede di importanti atenei con grande tradizione sportiva. In particolare, nella pallacanestro NCAA è storica la rivalità tra la North Carolina State University, la University of North Carolina e la Duke University: tre tra le più blasonate squadre universitarie americane.